# Cinéma sénégalais

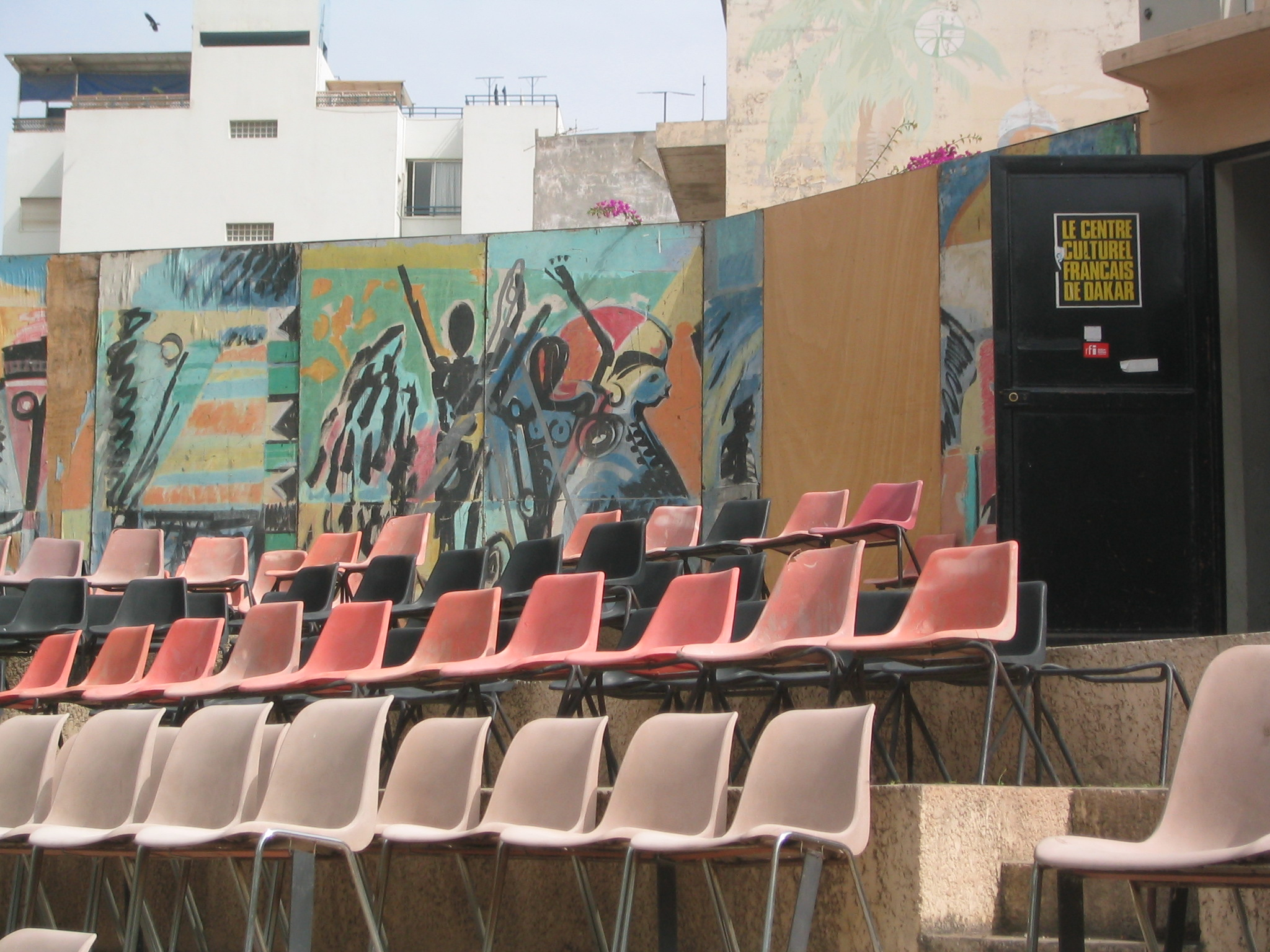
Cinéma de plein air à l'Institut français Léopold Sédar Senghor de Dakar.

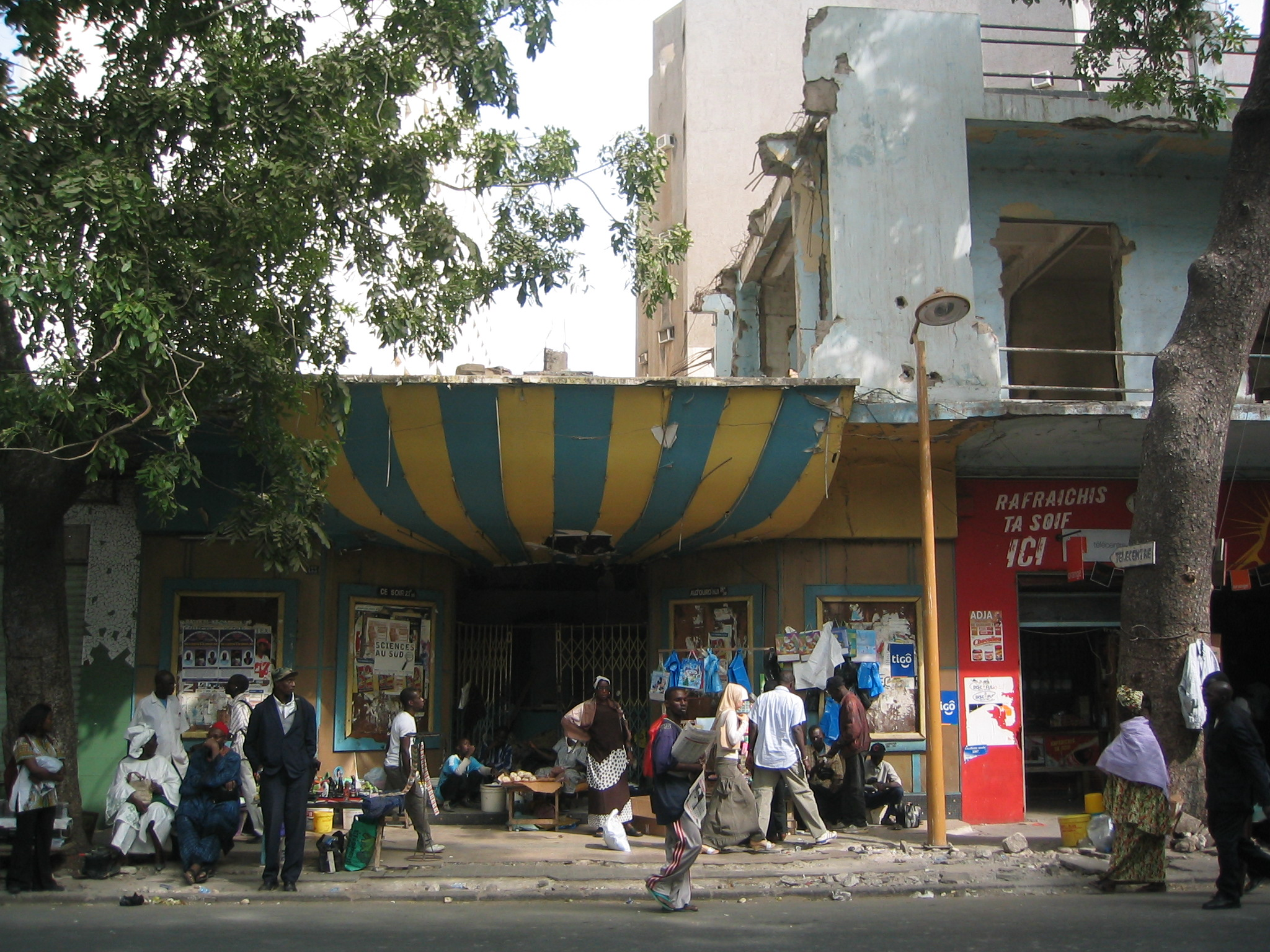
Un cinéma désaffecté à Dakar.

Le cinéma sénégalais est produit au Sénégal. Il est considéré comme l’un des plus anciens et des plus dynamiques d’Afrique, les films issus de cette industrie étant régulièrement récompensés au sein de festivals africains et internationaux, notamment européens. Le premier film sénégalais date de 1955, le Sénégal n’a donc pas attendu la décolonisation pour créer des films et c’est particulièrement entre les années 1960 et 1980 que le cinéma sénégalais va se donner l’image d’un cinéma riche.

## Histoire
Afrique-sur-Seine, réalisé en 1955 est un court métrage de Paulin Soumanou Vieyra, Jacques Mélo Kane et Mamadou Sarr. Si Afrique-sur-Seine n'est pas le premier film réalisé par des Africains sub-sahariens, il est, à l'époque déjà et encore aujourd'hui considéré comme une pierre angulaire du cinéma africain en ce qu'il représente les revendications des peuples colonisés à pouvoir valoriser et disposer de leur image dans un contexte où la colonisation touche à sa fin. Il pose aussi la notion de diaspora africaine qui est encore une thématique forte des différents cinémas africains et antillais. Le film, même s'il a été tourné en France, est considéré comme le premier film sénégalais puisque réalisé entre autres par un Sénégalais, axant son intrigue autour de jeunes Sénégalais vivant à Paris.
En 1956, ayant terminé l'Institut des hautes études cinématographiques (IDHEC) dont il sera le premier Africain diplômé, Paulin Soumanou Vieyra retourne en Afrique avec le Groupe Africain de Cinéma, un collectif sans aucun caractère juridique qui a existé entre 1952 et 1966, plus précisément au Sénégal où il entamera sa carrière en tant que responsable des actualités sénégalaises. Très tôt, il crée l'idée d'un panafricanisme et participe à la création du Festival panafricain du cinéma et de la télévision de Ouagadougou (FESPACO). Il profitera de sa position pour filmer le Sénégal et former des techniciens ainsi que des réalisateurs dont Ousmane Sembène. Ensemble, ils réaliseront son premier court métrage, Borom Sarret en 1963.
Il faudra attendre 1966 pour qu'Ousmane Sembène réalise le premier long métrage de fiction subsaharien, La Noire de… qui recevra le prix Jean-Vigo. Entre-temps, de nombreux courts métrages de fiction et documentaires ont vu le jour et donnent le ton du cinéma sénégalais : un cinéma documentaire ou fictionnel explorant le réalisme social, ainsi que les relations avec la France, anciens colons et les séquelles de la colonisation au sein même de la société sénégalaise pour mieux raconter les réalités du pays. Les maîtres mots du cinéma sont en ce temps : des films peu coûteux, politiques et panafricains.
Le cinéma sénégalais rentre alors dans son âge d'or. Fort de politiques de subventions publiques et du succès international des films réalisés, l'engouement du public pour ces films remplit les salles y compris au Sénégal. Les figures phares sont alors Djibril Diop Mambety dont le Touki Bouki en 1973 sera le premier film sénégalais à être sélectionné à Cannes. Avant lui, Ousmane Sembène recevait le prix de la critique internationale à la Mostra de Venise. C'est également en 1972 que Safi Faye se lance dans le cinéma avec La passante, ouvrant ainsi la voix aux femmes africaines cinéastes.
En 1999 est inauguré le festival international du Film de quartier qui se tient à Dakar. Le festival est devenu avec le temps un tremplin pour les jeunes acteurs et réalisateurs sénégalais sans que celui-ci n'arrive à endiguer la décroissance de la production de films.
Le cinéma sénégalais s'affaiblit petit à petit à partir des années 1980. Les salles ferment les unes après les autres à la suite du désengagement des acteurs privés et publics. La production chute. Dans les années 2000, la production était tombée à environ deux films par an qui de toute façon trouvait difficilement son chemin vers le public. En effet, la plupart des films sénégalais ne sont plus vus par les Sénégalais eux-mêmes mais à l’étranger. On estime alors à moins de 5 le nombre de salles à Dakar. Depuis, des opérateurs privés et publics ont reconstruits des salles mais cela ne suffit pas à garantir une exploitation des films suffisante pour rentabiliser leur production. Cependant, la production a remonté, tournant autour d'une dizaine de films par an aujourd'hui. La génération contemporaine a connu l'exil et les thématiques du cinéma sénégalais se déplacent, il n'est alors plus tant question du colonialisme et des changements de classe et de religions au sein de la société sénégalaise que de ceux qui partent, pourquoi, où et de ceux qui restent et vivent l'absence à l'image d'Atlantique de Mati Diop, Grand prix à Cannes en 2019.

## Économie
Le 27 mai 1966 et le 27 avril 1974, deux lois ont été votées réservant à l'État le monopole de l’importation et de la distribution de films. Elles seront élargies en 1985 à l’importation, la production ou reproduction et à la distribution de supports enregistrés à la télévision.
En 1973, la COMACICO et la SECMA, les principaux distributeurs au Sénégal vendent leurs circuits à l'Union Générale Cinématographique. L’Etat intervient pour créer une société d’économie mixte, la SIDEC qui a alors le monopole de la distribution sur le territoire. Les salles du groupe pratiquent la double programmation ce qui pose plusieurs problèmes, quels films exploités au regard du faible nombre produits, le coût d’entretien et d’usure des salles.
Fin 1973, début 1974 est créée la Société Nationale de Cinéma (SNC). Elle a pour but, avec la Société d’Importation de Distribution et d’Exploitation Cinématographique (SIDEC) de remplacer la Compagnie Africaine Cinématographique Industrielle et Commerciale, la COMACICO et la SECMA dans leur rôle de production et de distribution de films sénégalais ou africain au Sénégal. Ces sociétés d’économie mixte vont permettre au Sénégal de produire 6 films en 1974, l’année de leur création, un chiffre record à l’époque. Cependant, l’organisation de la distribution pose vite problème. En effet, la COMACICO et la SECMA sont encore propriétaire des salles contrairement à la SND qui va d’abord tenter de s'allier aux exploitants de salles pour récupérer au moins 20 des 90 salles alors présente sur le sol sénégalais avant de mettre en place un cinéma forain grâce à des camions cinéma. Cela ne suffira pas à amortir les coûts de production et le SNC ne produira aucun film en 1974 et 1975.
Le SNC et la Sidec sont en concurrence bien qu’étant des organismes nationaux. En 1978, le Fonds de Soutien à l’Industrie Cinématographique (FOSIC) est créé, suivi en 1984 de la Société Nouvelle de Promotion Cinématographique (SNCP). Aucune de ces expériences ne sera suffisante pour désamorcer la fermeture des salles ainsi que la diminution de la production de films sénégalais.
Dans les années 1990, le Président Abdou Diouf lance une campagne de privatisation des cinémas. Trois ans après leur acquisition, les propriétaires peuvent revendre leur salle. Au Sénégal, au début des années 2000, il ne reste plus que trois ou quatre salles de cinéma en banlieue de Dakar.
Il faudra attendre le 15 avril 2002 et la création du Fonds de Promotion de l’Industrie Cinématographique et Audiovisuelle (FOPICA) soit créé et amorce un changement de dynamique. Celui-ci a pour mission : 
- d'accorder des aides financières aux œuvres cinématographiques et audiovisuelles, concernant tous les genres (documentaires, fiction, expérimentaux, animation, web création, vidéo art, jeux vidéo…) et durées (court, moyen et long métrage) ;
- prendre en charge les différentes étapes de la production et de la postproduction ;
- pour le volet Création, soutenir les projets de films documentaires et fiction qui, lors de leur dépôt au Ministère de la Culture, emplissent les conditions fixées par le Règlement intérieur ;
- pour le volet Innovation Recherche soutenir les projets de films, quels que soient leurs genres et leurs durées, prenant en compte la diversification des pratiques cinématographiques et audiovisuelles ;
- encourager le croisement des disciplines artistiques et de favoriser leur diffusion.

Aujourd'hui, on compte environ 17 salles au Sénégal ce qui est autant dû à une politique étatique qu’à l’investissement privé. Les groupes Vivendi ou encore Pathé ont mené des campagnes de création de salles un peu partout en Afrique. Cependant, reste la question des films à exploiter. En effet, la production de films sénégalais tourne autour d’une petite dizaine de films par an ce qui n’est pas assez pour remplir les salles. De plus, la question de l’investissement national se pose encore. Bon nombre de films sénégalais sont des coproductions internationales. Ainsi Atlantique de Mati Diop n’a pu compter que sur 20 % du financement de son film par le Sénégal.
En 2020, le FOPICA s'est allié au Fonds Image de la Francophonie et au Fonds de soutien à l’industrie cinématographique de Côte d’Ivoire (FONSIC) pour mutualiser les ressources dégagées par l’apparition de nouveaux mécanismes de financement en Afrique, afin de permettre aux réalisateurs africains de pouvoir présenter des projets plus ambitieux.

## Films sénégalais notables
- 1962 : Borom Sarret (Le Bonhomme charrette), premier court métrage d'Ousmane Sembène
- 1966 : La Noire de…, premier long métrage d'Ousmane Sembène (Prix Jean-Vigo)
- 1968 : Le Mandat d'Ousmane Sembène, Prix de la Critique Internationale au Festival de Venise
- 1977 : Ceddo d'Ousmane Sembène
- 1973 : Touki Bouki de Djibril Diop Mambety
- 1992 : Hyènes de Djibril Diop Mambety
- 1997 : Tableau Ferraille de Moussa Sène Absa
- 2001 : Karmen Geï de Joseph Gaï Ramaka
- 2002 : Madame Brouette de Moussa Sène Absa
- 2004 : Moolaadé d'Ousmane Sembène
- 2007 : Téranga Blues de Moussa Sène Absa
- 2019 : Atlantique de Mati Diop
- 2024 : Dahomey de Mati Diop

## Festivals
- Festival Films Femmes Afrique[2]
- Stlouis'Docs - Festival du film documentaire de Saint-Louis[3]
- Dakar Court - Festival international de court métrage[4]
- Baol Films Festival[5]
- Festival international du film de quartier de Dakar (FIFQ)
- Festival Image et Vie[6]
- Festival International du Film de Dakar (FIFDAK)

## Salles de cinéma du Sénégal
Parmi les salles de cinéma de Dakar, on trouve :
- le Cinéma Pathé Dakar, situé à Mermoz, c'est le premier multiplexe cinématographique du Sénégal, avec 7 salles.
- Canal Olympia Téranga propose des séances en plein air. Canal Olympia est une chaîne de cinémas présente dans plusieurs pays africains.
- le complexe cinématographique Ousmane Sembène, rend hommage au célèbre réalisateur sénégalais du même nom. Il dispose de deux salles : la salle Djibril Diop Mambety (348 places, 3D) et la salle Safi Faye (108 places, 3D).
- le cinéma Seanema.

Le cinéma numérique ambulant est présent au Sénégal. Depuis 2003, le cinéma numérique ambulant a réalisé en Afrique plus de 5 000 projections pour des millions de spectateurs.

## Maisons de productions
Au Sénégal, il existe plusieurs maisons de production audiovisuelle, parmi lesquelles :
- Madyana Studio ;
- Artmada Sénégal ;
- Full Art prod ;
- EvenProd.

## Formations
- Ecole Kourtrajmé – Dakar[7]
- Up Courts-Métrages[8] (Cinekap)
- Centre Yennenga [9]
- Master Cinéma et Réalisation Audiovisuelle de Création[10] (Université Gaston Berger)
- Master en réalisation et création cinématographique[11] (Université Numérique Cheikh Hamidou Kane)
- Ciné Banlieue Dakar [12]

### Listes et catégories
- Voir la catégorie Cinéma sénégalais
- Films documentaires sénégalais
- (en) Films A-Z, Films (par année)
- (en) Réalisateurs, Acteurs